# Amedeo Ricucci
Amedeo Ricucci (Cetraro, 31 luglio 1958 – Reggio Calabria, 11 luglio 2022) è stato un giornalista italiano.

## Biografia
Giornalista professionista, lavorò in RAI dal 1993. Fu inviato speciale di Professione Reporter, Mixer, TG1 e La Storia siamo noi, seguendo i più importanti conflitti degli ultimi vent'anni in vari Paesi: Algeria, Somalia, Bosnia, Ruanda, Liberia, Kosovo, Afghanistan, Libano, Iran, Iraq, Palestina, Tunisia, Libia, Siria.
Era con Ilaria Alpi e Miran Hrovatin in Somalia il 20 marzo 1994, giorno dell'uccisione della giornalista del TG3 e del suo cameraman. Presente al momento dell'uccisione del fotografo del Corriere della Sera, Raffaele Ciriello avvenuta a Ramallah il 13 marzo 2002, pubblicò su questo episodio il libro "La guerra in diretta - Iraq, Palestina, Afghanistan, Kosovo. Il volto nascosto dell'informazione televisiva".
Nel settembre 2011 creò il blog Ferri Vecchi. Dal 2013 era tra i giornalisti della redazione di Speciale TG1.
Amedeo Ricucci è morto nella sua Calabria, l'11 luglio 2022; aveva 63 anni ed era ammalato da tempo.

## Il rapimento in Siria
Il 3 aprile 2013 fu sequestrato in Siria, assieme ad altri tre giornalisti italiani (Elio Colavolpe, Susan Dabbous e Andrea Vignali) ad opera del Fronte al-Nuṣra , passata in quegli stessi giorni all'ISIS, appena costituito.  I quattro sono stati liberati dopo 11 giorni, il 13 aprile 2013, dopo che era stato mantenuto il silenzio stampa per tutta la durata del sequestro.

## Premi e riconoscimenti
Ha ottenuto diversi riconoscimenti, nazionali e internazionali, fra cui: il Premio Javier Valdez (2020), il  Premio Speciale della Giura al Religion Today Film Festival (2020), il Premio Carlo Azeglio Ciampi "La Schiena dritta" (2019), il Premio Acqui Storia (2019) per La storia in TV, il Premio "L'Anello Debole" al Capodarco l'Altro Festival 2018 , il Premio Miglior Documentario al Video Festival Imperia 2018, il Premio "Il Coraggio delle Immagini" al Festival Le Voci dell'Inchiesta 2018, il Montecarlo Television Festival (2016), il Festival del cinema di Salerno (2000 e 2010), il Premio Ilaria Alpi (2001), il Premio Internacionale de la Convencion (Cuba, 2015),  il Tv Festival di Bar, Montenegro, (2010), il Premio Giornalisti del Mediterraneo(2012 e 2015), il Premio "La Matita Rossa e Blu" (Fondazione Falcomatà, 2013), è stato selezionato nel 2013 al Prix Bayeux-Calvados per gli inviati di guerra ed è stato più volte finalista al Festival International de Programmes Audiovisuels. di Biarritz, al Festival International du Grand Reportage Audiovisuel (FIGRA), al Festival della televisione di Monte Carlo, al TV Festival di Città del Messico e al CMCA di Marsiglia.

## Opere
Nel 2019 ha pubblicato il libro Cronache dal fronte (Castelvecchi Editore). Un testo che nasce da un esperimento: mettere insieme reportage scritti e reportage filmati per capire cosa funziona meglio. Il libro è vincitore del Premio Acqui Storia, nella sezione "La storia in tv".
Nel 2020 ha pubblicato Caro COVIDDiario , la storia della sua quarantena nei mesi di lockdown per la pandemia da COVID-19.
Tra i suoi lavori più importanti: Russicum-Le spie del Vaticano (2004), Morire di Politica (2005), Hezbollah, il partito di Dio (2006), La Maledizione iraniana (2007), Un segreto di Stato: Il caso Toni-De Palo (2007), La santa alleanza (2008), Guerra, bugie e TV (2010), Cartoline dall'Iraq (2010), La guerra di Gheddafi e le bombe della Nato (2011), Muhammar Gheddafi: Tutti i volti del potere (2011), I fiori di Sidi Bouzid (2011), I fantasmi della nuova Libia (2012), Siria 2.0: La battaglia di Aleppo (2012), Libia: La polveriera (2014), Il futuro alle spalle (2015), La lunga marcia (2015), Giulio Regeni: Il corpo del reato (2016), Mosul: Cartoline dal fronte (2016), L'Imbroglio (2017), A Piedi Nudi (2017), ISIS: È Finita? (2018), Figlie di un Dio minore (2019).